# ウィリアム・ヘンリー・ヴァンダービルト

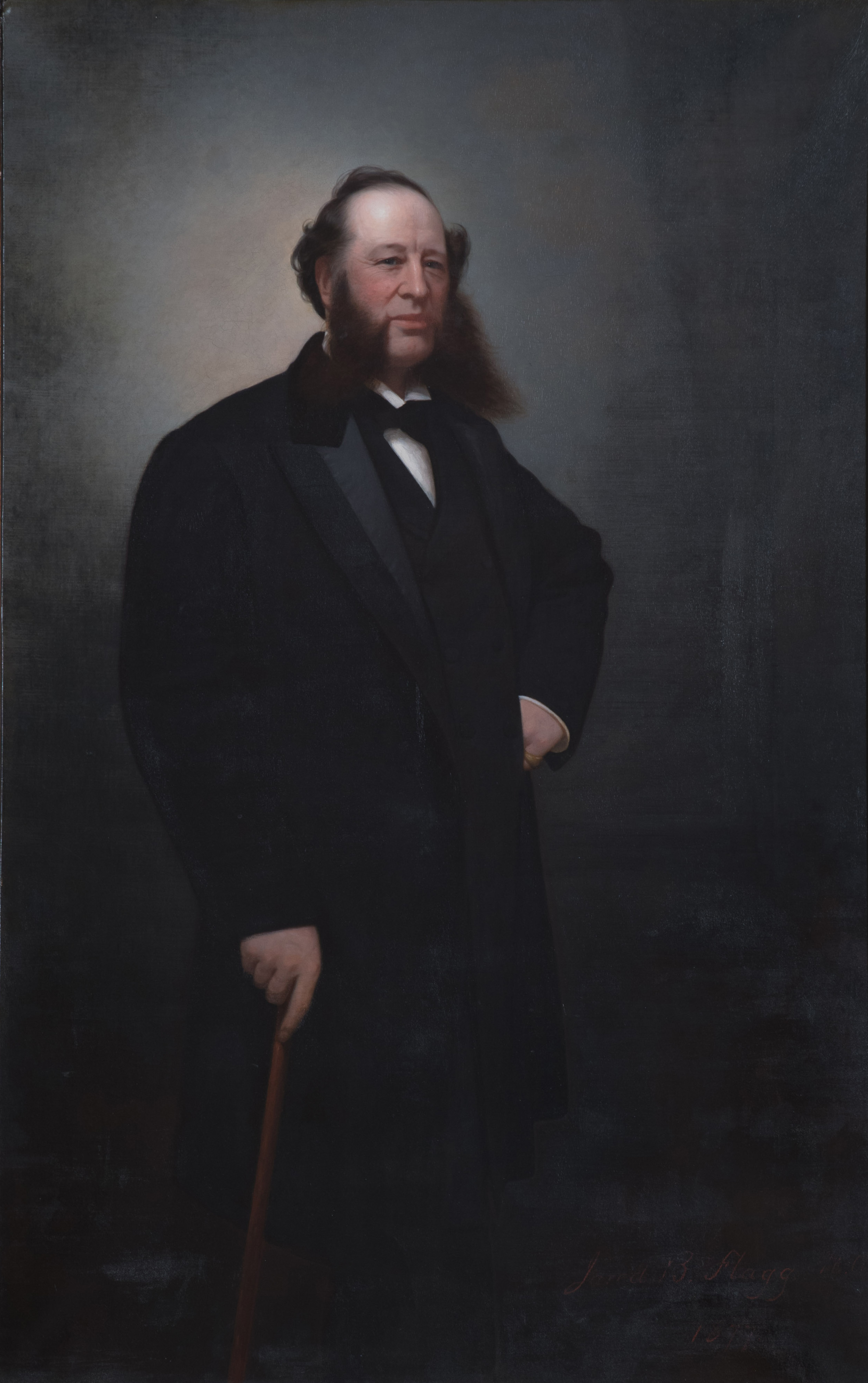
ウィリアム・H・ヴァンダービルト、1870年頃

ウィリアム・ヘンリー・ヴァンダービルト（William Henry Vanderbilt, 1821年5月8日 ニューブランズウィック - 1885年12月8日 ニューヨーク）は、アメリカ合衆国の実業家、鉄道財閥ヴァンダービルト家の当主。

## 生い立ち
1821年、ニュージャージー州ニューブランズウィック生まれ。海運業・鉄道事業で財を成し、「提督（The Commodore）」の異名をとったコーネリアス・ヴァンダービルトと、その妻のソフィア・ジョンソン（1795年 - 1868年）の間の第2子、長男として生まれた。1877年、亡くなった父から1億ドル近くを相続。その後9年以内に1億9,400万ドルまで財産を増やした。彼が亡くなった時、彼は世界一の富豪であった。1841年、長老派教会の牧師の娘マリア・ルイーザ・キッサム（1821年 - 1896年）と結婚。
1882年10月9日、シカゴ・デイリー・ニューズのインタビューで「鉄道は『親愛なる市民』のために動いているのではない。これに関しての批判はナンセンスだ。投資をすることによって利益を得る人のために動いている。」と語った。1883年、郵便物を輸送する汽車の廃止について記者に問われた際、「人々のためになんて。自分達のためでなく誰かのためになんてそんな馬鹿馬鹿しい考えは持っていない。」(1882年10月9日のシカゴ・デイリー・ニュースのインタビューによる)と答えた。
父コーネリアスは彼を「ばか者」と呼び、度々叱ったり批判したりした。彼は「ばか者」ではないことを証明したかったが、父への畏怖のため立ち向かうことはできなかった。

## 経歴
父によって有能な実業家となるよう厳しい教育を受け、19歳でニューヨークの銀行に入社した。1862年にスタテンアイランド鉄道に重役として入社し、すぐに同社の社長に就任する。1865年にはハドソン川鉄道の副社長の肩書も得た。
1869年にニューヨーク・セントラルおよびハドソン川鉄道の副社長になり、1877年に父が死ぬと社長の座を引き継いだ。同時に、レイクショア・アンド・ミシガン・サザン鉄道、カナダ南部鉄道、ミシガン・セントラル鉄道の社主にもなった。
彼は積極的に鉄道業を拡大し、ヴァンダービルト家に多大な富を追加した。1883年、退職し、息子達が彼の所有する鉄道会社の社長職を継ぎ、彼が亡くなると膨大な遺産を引き継いだ。この時、ヴァンダービルト家の世代交代を世間に認知されることとなり、ヴァンダービルトはジョン・ジェイコブ・アスターを祖とするアスター家の富をはるかにしのぎ、その直系のニューヨーク市の上流階級出身のアルヴァと息子ウィリアム・キッサムが結婚することとなった。この結婚を機にアメリカのゴールデン・エイジの上流階級の仲間入りとなった。
彼と妻の間には4人の息子、4人の娘の計8人の子供がいる。
ヴァンダービルトは積極的な慈善家でもあり、キリスト教青年会、メトロポリタン歌劇場の創立、コロンビア大学医学部の寄贈などを行なった。1880年、テネシー州ナッシュビルのヴァンダービルト大学に聖書学部、図書館、160室の寮、講堂、カフェテリアを備えたウェズリー・ホールの建設のための費用を寄付。1932年、この建物は火事により焼失し、彼の息子フレデリック・ウィリアムは保険でまかなえない分を補填し、新しい建物の建設に協力した。
ヴァンダービルトは熱心な芸術愛好家でもあり、オールド・マスターの価値の高い作品などを含むコレクションを所蔵し、生涯で200枚以上の絵画を5番街にある豪華で宮殿のような大邸宅に所有していた。
膨大な富にもかかわらず、彼自身は幸せとは言い難かった。死の直前、「2億ドルを背負うのは容易ではない。簡単に人を殺せる金額だ。そこには何の喜びもない」と語ったとされる。

## 死去
1883年、全ての会社の社長職を更新し息子達を重役に据えたが、徐々にその職を離れ、経験のある者がその職に就いた。
1885年12月8日、ニューヨーク市で亡くなった。ニューヨークのスタテンアイランドのニュー・ドープにあるモラヴィア兄弟団墓地のヴァンダービルト家の霊廟に埋葬された。彼の遺産は8人の子供と妻に分配され、その主要部分は年長の息子であるウィリアム・キッサムとコーネリアス2世に譲渡された。

## 子供
4男4女の8人の子女をもうけた。
- コーネリアス・ヴァンダービルト2世（1843年 - 1899年）
- マーガレット・ルイーザ・ヴァンダービルト（1845年 - 1924年）
- ウィリアム・キッサム・ヴァンダービルト（1849年 - 1920年）
- エミリー・ソーン・ヴァンダービルト（1852年 - 1946年）
- フローレンス・アデール・ヴァンダービルト（1854年 - 1952年）
- フレデリック・ウィリアム・ヴァンダービルト（1856年 - 1938年）
- エリーザ・オスグッド・ヴァンダービルト（1860年 - 1936年）
- ジョージ・ワシントン・ヴァンダービルト2世（1862年 - 1914年）

## 所有企業
- シカゴ・バーリントン・アンド・クインシー鉄道
- シカゴ・アンド・カナダ・サザン鉄道（英語版）
- デトロイト・アンド・ベイ・シティ鉄道
- ハドソン川鉄道
- ハドソン川橋（英語版）
- ジョリエット・アンド・インディアナ北部鉄道
- ミシガン・ミッドランド・アンド・カナダ鉄道
- ニューヨーク・セントラル・ハドソン川鉄道
- ニューヨーク・セントラル夜行列車会社
- ニューヨーク・アンド・ハーレム鉄道（英語版）
- スピュトン・ダイビル・アンド・ポート・モリス鉄道
- スタテンアイランド鉄道